# Ukrainsk Wikipedia
Ukrainsk Wikipedia (ukrainsk: Українська Вікіпедія, tr. Ukrayins'ka Vikipediya ; dansk: den ukrainsksprogede Wikipedia) er den ukrainsksprogede  version af det verdensomspændende encyklopædi-projekt Wikipedia. Den ukrainsksprogede udgave af wikipedia blev lanceret 30. januar 2004. 1 oktober 2005 nåedes 20.000-grænsen. I april 2012 var den ukrainsksprogede udgave af wikipedia den 13. største, med over 375.000 artikler. I maj 2014 lå udgaven på 16. pladsen efter antal artikler, med næsten 500.000 artikler. I november 2016 er den ukrainsksprogede wikipedia den 16. største udgave af Wikipedia.
Pr. onsdag den 26. marts 2025 har den ukrainsksprogede Wikipedia 1.371.351 artikler, 3.253 aktive bidragydere og 48 administratorer.

## Protest
Den 21. januar 2014 besluttede Ukrainsk Wikipedia-fællesskabet at dagligt slukke for opslagsværket mellem klokken 16:00 og 16:30 som protest mod de love om indskrænkningen af ytringsfriheden, der blev indført den 16 januar.